# 정신주의

카르데크와 '영혼의 책'을 손에 든 카르데크 부인

정신주의(영어: Spiritism)는 대체로 유심론과 같은 의미로 사용되어 심령주의, 심령술, 교령방법을 의미한다. 또는, 프랑스어의 프랑스어: Spiritisme (스피리티슴, 심령학)의 영역으로, 1857년, 프랑스인 알랑 카르데크 (본명은 이포리트 레옹 드니자르 리바유)에 의해서 출판된 '영혼의 책' (성령의 책)에 시작하는 교의, 신앙을 가리킨다.. 심령주의는 카르젝크에 의해서 감상주의와 합리주의를 특징으로 하는 일종의 종교가 되었다. 그 교의인 '재수육' (윤회전생)의 사상은 앵글로색슨 제국에서는 그만큼 받아 들여지지 않았지만, 당시의 평등주의나 유토피아 사상과 친화성이 높았다.
정신주의는 창시자의 이름으로부터, 카르데시즘, 카르데시즈모라고도 불린다. 일반적인 기독교와는 크게 다른 교의이지만, 신자들은 기독교의 일파라고 생각하기도 한다. 브라질을 시작으로 하는 라틴 아메리카 제국에서 넓게 신앙되어 아프리카색이 진한 심령주의적 습합 종교 움반다 등, 미국 선주민이나 아프리카인의 신앙 등과 정신주의가 혼합한 심령주의의 종교도 파생하고 있다. spirit를 정령이라고 번역하기도 해, 정령주의라고도 불린다. 다만, 성령과 정령은 정확하게는 다른 개념이다.
또한 정신주의는 종교와 '영성' '정신성' 등으로 번역되는 영성과는 다르다.

## 개요
재생과 영혼의 진화를 주창하는 타입의 근대 심령주의 (유심론)의, 초기의 형태라고도 생각되는 교의이다.
1. 신의 존재
2. 영혼의 불멸
3. 환생 (재생, 재수육, 윤회전생)
4. 영계와 물질계의 사이의 의사소통 (교령)

을 원칙으로 한다. 예수의 사랑과 자선의 가르침을, 인류에게 생각나게 하도록 영계가 움직이고 있다는 생각이다.
알란 카르젝크는 물질주의 (유물론)의 대의어로서 이용되고 있던 스피리츄아리슴 (유심론)과 구별하기 위해, '영혼의 책' 속에서 정신주의 (프랑스어: spiritisme, 심령학)라는 말을 이용했다.

## 참고 문헌
- 알란 카르젝크의 저작
- 이보누 카스테란 (1993). 《심령주의: 영계의 메커니즘》. 문고 크 세 주. 번역 타나카 요시히로. 하쿠스이사. ISBN 4-560-05739-7.
- 하루카와서선 (2009). 《정신적 용어 사전》. 주식회사 내츄럴 스피릿. ISBN 978-4-903821-57-3.
- 안토와느 동화 저 '에조테리슴 서양 은비학의 계보' 타나카의광 역, 하쿠스이사〈문고 크 세 주〉, 1995년

## 같이 보기
- 스피릿
- 심령주의
- 공상적 사회주의